# Clovia declivis
Clovia declivis är en insektsart som beskrevs av Jacobi 1910. Clovia declivis ingår i släktet Clovia och familjen spottstritar. Inga underarter finns listade i Catalogue of Life.